# Byredo

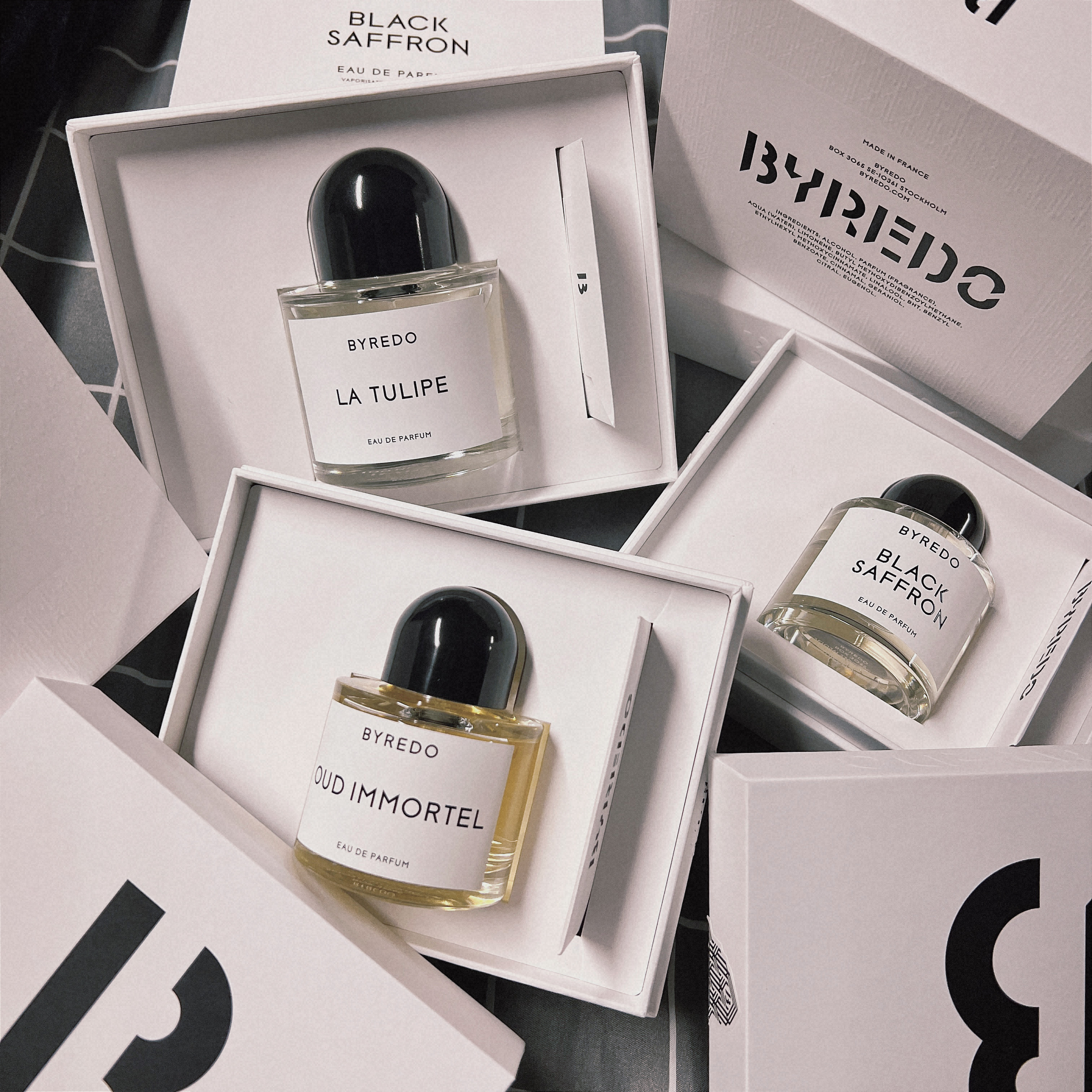
Флакон парфумів Byredo.

Byredo — шведська компанія, яка виробляє парфуми, шкіряні вироби та аксесуари. Byredo — це портманто «By Redolence» (можна перекласти як «за якість сильного запаху»). Компанію засновано в Стокгольмі у 2006 році Беном Горемом. Перша колекція сумочок та інших аксесуарів дебютувала на Паризькому тижні моди у вересні 2017 року

## Історія
У 2013 році Бен Горем продав контрольний пакет акцій компанії лондонській інвестиційній компанії Manzanita Capital. У травні 2022 року Puig придбав контрольний пакет акцій Byredo.

## Співпраця
У 2018 році Байредо співпрацював з Вергілієм Абло з Off-White над ароматом під назвою «Elevator Music».
Byredo також співпрацював над ароматами для дому з IKEA, випустивши колекцію свічок OSYNLIG у 2020 році У 2021 році Byredo випустив аромат Space Rage у партнерстві зі співаком Тревісом Скоттом.